# Lactococcus lactis
Lactococcus lactis — грам-позитивна бактерія, що широко використовується для виготовлення маслянки і сиру. L. lactis має коковидну форму 0,5 — 1,5 мікрон завдовжки, зазвичай у вигляді пар або коротких ланцюжків, залежно від умов вирощування. L. lactis не формує спор та є нерухомою. Можливість виробляти молочну кислоту є однією з причин, чому Lactococcus lactis є одним з найважливіших мікроорганізмів у молочній промисловості.